# Commonitorium
Le Commonitorium (ou Aide-mémoire) fut écrit en latin par saint Vincent de Lérins sous le surnom de Peregrinus, peut-être trois années après le concile d’Éphèse (431). Vincent de Lérins, qui était moine à l'abbaye de Lérins, en définit ainsi l'objectif : 
« Ici commence le traité de Peregrinus pour l'antiquité et l'universalité de la foi catholique (au sens étymologique d'universelle, c'est-à-dire originelle) contre les nouveautés profanes de toutes les hérésies ».
Vincent de Lérins propose trois critères : l’universalité, l’antiquité et l’unanimité pour discerner le vrai du faux, uniquement quand on a un « doute » sur la foi, précise-t-il : 

« Quod ubique, quod semper, quod ab omnibus creditum est »
« Tenir pour vérité de foi ce qui a été cru partout, toujours et par tous ».

Il ajoute qu’il existe un progrès dans les sciences théologiques, mais toujours :
« selon leur nature particulière, c’est-à-dire dans le même dogme, dans le même sens, et dans la même pensée ».
Ceci peut se résumer par l'expression suivante : « l'évolution homogène du dogme ».
Ce document apparaît, de plus, comme un témoignage intéressant de l'érudition des prélats du Ve siècle, et de l'histoire de l'Église.

## Source
- Commonitorium, Trad. de P. de Labriolle ; Introduction de P.A. Liégé, notes, plan de travail de A.-G. Hamman (…) Version revue pour migne.fr par G. Bady lire en ligne